# Karol Wiliński
Karol Władysław Wiliński vel Wild (ur. 4 listopada 1890 we Lwowie, zm. 7 stycznia 1985 w Tarnowie) – major saperów Wojska Polskiego.

## Życiorys
Urodził się we Lwowie, w rodzinie Władysława i Katarzyny z Dziurzyńskich.
W czasie I wojny światowej walczył w szeregach cesarskiej i królewskiej Armii. 5 czerwca 1919 został przyjęty do Wojska Polskiego z zatwierdzeniem posiadanego stopnia podporucznika ze starszeństwem z 1 lutego 1917, zaliczony do I Rezerwy armii z równoczesnym powołaniem do służby czynnej na czas wojny i przydzielony do Grupy Operacyjnej gen. Jędrzewskiego. W sierpniu tego roku był przydzielony do Dowództwa Okręgu Generalnego Lwów. 9 września 1920 został zatwierdzony z dniem 1 kwietnia 1920 w stopniu kapitana, w Korpusie Inżynierii i Saperów, w grupie oficerów byłej armii austriacko-węgierskiej. 1 czerwca 1921 nadal pełnił służbę w DOGen. Lwów, a jego oddziałem macierzystym był 6 Pułk Saperów. 3 maja 1922 został zweryfikowany w stopniu kapitana ze starszeństwem z 1 czerwca 1919 i 58. lokatą w korpusie oficerów inżynierii i saperów. W 1923 był przydzielony do Szefostwa Inżynierii i Saperów Dowództwa Okręgu Korpusu Nr VI we Lwowie. W następnym roku wrócił do macierzystego pułku w Przemyślu. W styczniu 1929 został przeniesiony macierzyście do kadry oficerów saperów z równoczesnym przeniesieniem służbowym do Kadry Zawodowej 6 Pułku Saperów. Z dniem 1 kwietnia 1931 został przeniesiony do Szefostwa Inżynierii Okręgu Korpusu Nr X w Przemyślu na stanowisko referenta, lecz już 1 października tego roku został przeniesiony do stacjonującego w tym samym garnizonie 4 Batalionu Saperów. Na stopień majora został mianowany ze starszeństwem z 19 marca 1937 i 1. lokatą w korpusie oficerów saperów. W 1939 pełnił służbę w Szefostwie Fortyfikacji Grudziądz na stanowisku szefa.
We wrześniu 1939 przedostał się do Rumunii, gdzie był internowany, a następnie przekazany władzom niemieckim. W latach 1941–1945 przebywał w Oflagu VI E Dorsten. Po uwolnieniu wrócił do kraju. Zmarł 7 stycznia 1985 w Tarnowie i został pochowany na cmentarzu komunalnym w Krzyżu.

## Ordery i odznaczenia
- Krzyż Walecznych[19]
- Srebrny Krzyż Zasługi (19 marca 1936)[20]